# Sexualmord
Sexualmord är dödligt våld vid våldtäkt, annat sexualbrott, eller köp av sexuell tjänst, vare sig den dödliga utgången är planerad eller inte.
Med sexualmord avses ett mord där förövaren har sex med offret före, under eller efter mordet. I den första vetenskapliga utredningen om fenomenet, Krafft-Ebings Psychopathia Sexualis (1886), kallades det lustmord, och avsåg extrema fall där sadism mynnade ut i en vilja att mörda sexualpartnern. Sexualmord kan också bli utgången vid ett annat sexualbrott när gärningspersonen har svårt att få kontroll över offret eller drabbas av panik, utan att det var avsett från första början.
Flera studier har kommit fram till att fler personer som är dömda för sexualmord har högre grad psykopati eller antisocial personlighetsstörning än andra som dömts för mord. Omkring 70 % av fallen utgörs offren av kvinnor som inte känner gärningsmannen. Över 80 % av fallen har visat på ett större mått av brutalt våld vid dådet än vid andra mord.
Andelen och antalet sexualmord har minskat i Sverige sedan 1990-talet. Omkring 2 % av samtliga mord åren 1990-1996, eller 14 stycken, var sexualmord. Åren 2002–2008 utgjordes 1 % av samtliga mord av sexualmord, eller 6 stycken. Det är en av de mordkategorier där kvinnor nästan aldrig är representerade som förövare. Under åren 1990-2010 dömdes ingen kvinna för brottet i Sverige.